# 헤타구로보
헤타구로보(조지아어: ხეთაგუროვი, 러시아어: Хетагурово, 오세트어: Цунар)는 남오세티야의 마을이다. 마을 이름은 오세티야의 시인인 코스타 헤타구로프(1859년 - 1906년)의 이름을 따서 붙여졌다. 남오세티야의 총리 유리 모로조프는 조지아의 군인들이 헤타구로보에서 2008년 8월 7일에서 8일사이의 밤에 약탈을 저질렀다고 말했다. 그리고 조지아 군인들이 마을을 습격하고 방화를 저질렀다.